# 건지섬 축구 국가대표팀
건지섬 축구 국가대표팀은 영국에 속해있는 채널 제도의 한 지역인 건지섬을 대표하는 축구팀이다. 이 팀은 FIFA 및 유럽 축구 연맹 회원국이 아니기 때문에 FIFA 및 유럽 축구 연맹이 주관하는 대회에는 참가하지 않는다. 뮤라티컵에서는 무려 46번의 우승컵을 들어올렸는데 이 가운데 1937년 대회에서 공동 우승을 차지했고 준우승도 54번을 차지했으며 아일랜드 게임 축구에는 10번 참가하여 금메달 3개, 은메달 2개, 동메달 1개를 가져가면서 현재 저지섬과 함께 이 대회의 최다 우승팀으로 기록되어 있다. 그리고 2019년에 열리지 않은 아일랜드 게임 축구 경기 대신 열린 인터 게임 축구 대회에서는 은메달을 획득했다.

## 같이 보기
- 건지 FC
- 아일랜드 게임
- 아일랜드 게임 축구